# مورتون إس. وولف
مورتون إس. وولف (بالإنجليزية: Morton S. Wolf)‏ هو شخصية أعمال أمريكي، ولد في 1907، وتوفي في 5 يونيو 1976.